# Silvester IV
Silvester IV, född Maginulfo, var motpåve från 18 november 1105 till 12 april 1111. Han var dessförinnan ärkepräst av Sant'Angelo in Pescheria.
Medlemmar ur Roms aristokrati satte den 18 november 1105 upp prästen Maginulfo som motpåve Silvester IV mot påven Paschalis II. Medan den senare för en dag hade lämnat staden, konsekrerades Silvester i kyrkan Santa Maria Rotonda och tog Roms biskopskyrka, San Giovanni in Laterano, i besittning.
Den legitime påven Paschalis II återvände dagen därpå till Rom, och Silvester IV lämnade då staden och for iväg till Tivoli för att slutligen bosätta sig i Osimo i provinsen Ancona under beskydd av Guarniero, hertig av Ancona.
Paschalis II och kejsar Henrik V nådde den 11 april 1111 en överenskommelse om investitur av katolska biskopar. Henrik V, som hade använt motpåven Silvester IV som ett påtryckningsmedel i förhandlingarna, beordrade påföljande dag Silvester att avsäga sig sina anspråk på påvestolen och helt erkänna Paschalis som rättmätig påve.
Silvester levde i Ancona under återstoden av sitt liv.